# Flukloxacillin

Strukturformel

Flukloxacillin (varunamn: Heracillin) är ett betalaktamasstabilt betalaktamantibiotikum som vanligtvis används för att bekämpa infektioner i huden. Det är särskilt effektivt mot stafylokocker.
Flukloxacillin intas vanligtvis som det receptbelagda läkemedlet Heracillin, då i formen flukloxacillinnatriummonohydrat.

## Effekt
Flukloxacillin stoppar bakteriernas förmåga att bygga upp nya cellväggar, utan vilka de inte kan leva och över tid dör ut.

## Användning
Flukloxacillin kan användas mot stafylokockendokarditer (tillsammans med aminoglykosid), allvarligare stafylokockinfektioner samt hud- och mjukdelsinfektioner (till exempel rosfeber). 

## Biverkningar
Penicilliner i allmänhet är antibiotiska. Denna typ av medicin kan därför ge upphov till dålig mage då mag- och tarmbakterier dör. Den som får allvarliga besvär bör uppsöka sin läkare omgående.